# Dejan Petković
Pour les articles homonymes, voir Petkovic.
Dejan Petković (en serbe en écriture cyrillique : Дејан Петковић), né le 10 septembre 1972 à Majdanpek en Yougoslavie (aujourd'hui en Serbie), est un footballeur international serbe qui évoluait au poste de milieu offensif.
Considéré comme l'un des meilleurs joueurs étrangers ayant jamais évolué au Brésil, le Serbe y a remporté de nombreux titres.

## Biographie
Révélé au Radnički Niš, où il débute à seize ans, puis à l’Étoile rouge de Belgrade, Petkovic part en décembre 1995 pour le Real Madrid CF, en Espagne, où il ne réussit pas à s'intégrer, malgré des prêts au FC Séville puis au Racing de Santander. En 1997, il rejoint le club brésilien d'Esporte Clube Vitória. Il a alors pour mission de remplacer Bebeto, parti à Botafogo. Il devient rapidement une idole du club, au point d'être élu meilleur joueur de l’histoire du club. Doué techniquement, il excelle dans les coups de pied arrêtés, coup franc et corners directs. 
Après une brève tentative de retour en Europe en 1999, il rejoint Flamengo, où son association avec Romário et Sávio est une réussite. Après un transfert au Vasco da Gama et de brefs passages dans des championnats dits "exotiques", Petković enchaîne les clubs brésiliens (Fluminense, Goiás, Santos, Atlético Mineiro), où ses prestations sont saluées et lui valent souvent le soutien des supporters. Le président Lula lui propose même la naturalisation, qu’il refuse, et le ministre des affaires étrangères serbe Vuk Jeremić le nomme consul honoraire serbe au Brésil.
L'ancien sélectionneur Zico dit de lui en 2010, alors qu'il n'a pas été sélectionné par Radomir Antić pour disputer la Coupe du monde : « Si la Serbie peut se permettre le luxe de laisser un joueur comme lui à la maison, ça veut dire qu’ils sont clairement favoris pour le titre ! »
Petković compte six sélections avec l'équipe du RF Yougoslavie, entre 1995 et 1998, au cours desquelles il inscrit un but. 
Il joue son premier match en équipe nationale le 31 mars 1995, en amical contre l'Uruguay (victoire 1-0 à Belgrade). Il inscrit son seul et unique but le 31 mai 1995, en amical contre la Russie (défaite 1-2 à Belgrade). Il reçoit sa dernière sélection le 23 septembre 1998, lors d'un match amical de prestige face au Brésil (score : 1-1 à São Luís).

## Style de Jeu
Rambo de son surnom est considéré comme l'un des meilleurs joueurs serbes de l'histoire est l'un des meilleurs joueurs européens ayant évolué au Brésil. Ayant une qualité technique au-dessus de la moyenne, sa qualité de dribble toujours le bon geste il pouvait accélérer le jeu tout seul, une bonne couverture de balle et un très bon contrôle ce qui lui permettait d'éliminer un bon nombre de joueurs, étant rapide avec ou sans balle il a un jeu sans ballon bien développé toujours bien placé et savait bien se placer entre les lignes. Il possédait une très bonne qualité de passe long ou court. 
Il possédait également une très bonne finition, pouvant marquer de n'importe quelle manière en étant placé n'importe ou il tirait la plupart du temps du pied droit mais il est aussi à l'aise avec le gauche. Mais parlons de sa spécialité les coups de pied arrêtés, il marqua énormément de coups francs dans sa carrière dans n'importe quel angle et distance le plus souvent à moins de 30 m mais sa force de frappe, son calme et sa finesse sur ses frappes font bien souvent mouche. Les pénaltys il en tirait quelquefois mais ce n'était pas réellement sa spécialité. En revanche il brillait un art à la perfection les corners il les centrait extrêmement bien en tirant avec pas beaucoup de force mais en mettant beaucoup d'effet, c'est le joueur qui a mis le plus de corners rentrant dans sa carrière (8) .
Comparé a Dragan Stojkovic au début de sa carrière pour son parcours similaire Nis puis l'étoile il ne réussit pas en Europe et tenta sa chance au Brésil ou il est une légende là bas dans son parcours brésilien il était souvent comparé a Zico pour son style de jeu et Zico l'approuvera .

## Palmarès
Étoile rouge de Belgrade
- Champion de Yougoslavie en 1995
- Vainqueur de la Coupe de Yougoslavie en 1993 et 1995

 EC Vitória
- Vainqueur du championnat de Bahia en 1997

 CR Flamengo
- Champion du Brésil en 2009
- Vainqueur du championnat de Rio de Janeiro en 2000 et 2001
- Vainqueur de la Coupe de Rio en 2000
- Vainqueur de la Coupe Guanabara en 2001
- Vainqueur de la Copa dos Campeões en 2001

 Shanghai Shenhua
- Champion de Chine en 2003

 Vasco da Gama
- Vainqueur de la  Coupe de Rio en 2004

 Ittihad Djeddah
- Vainqueur de la Ligue des champions de l'AFC en 2005
- Vainqueur de la Ligue des Champions arabes en 2005

 Fluminense FC
- Vainqueur du championnat de Rio de Janeiro en 2005
- Vainqueur de la Coupe de Rio en 2005

 Santos FC
- Vainqueur du championnat de São Paulo en 2007

### Distinctions individuelles
- Ballon d'argent brésilien en 2004, 2005 et 2009